# Pablo Garrido
Pour les articles homonymes, voir Garrido (homonymie).
Pablo Garrido Lugo, né le 22 juin 1938 à Mexico, est un athlète mexicain.

## Biographie
Pablo Garrido termine 26e du marathon masculin aux Jeux olympiques d'été de 1968 à Mexico ; il prononce lors de la cérémonie d'ouverture le Serment olympique.
Il remporte le semi-marathon des Championnats d'Amérique centrale et des Caraïbes d'athlétisme 1969 à La Havane.